# 尤戈爾半島

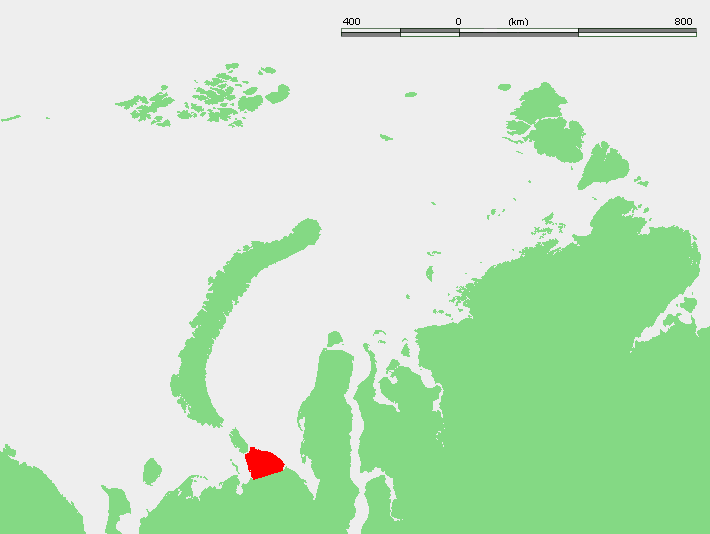
尤戈爾半島位置

尤戈爾半島（俄语：Югорский полуостров）是俄羅斯西北部的大型半島，位於阿爾漢格爾斯克州的涅涅茨自治區，西面是海普德爾灣和伯朝拉海，北面和東面則是喀拉海的拜达拉塔灣，面積18,000平方公里。

## 外部連結
- Permafrost （页面存档备份，存于）
- Ground ice （页面存档备份，存于）
- Kara and Ust-Kara impact structures （页面存档备份，存于）
- Kara and Ust-Kara impact structures
- Kara and Ust-Kara impact structures

68°40′N 62°15′E / 68.667°N 62.250°E